# Prawo graniczne Debye’a-Hückla
Równanie Debye’a-Hückla lub prawo graniczne Debye’a-Hückla (ang. Debye-Hückel limiting law) – równanie pozwalające na wyznaczenie współczynników aktywności substancji w silnie rozcieńczonych roztworach (gdy siła jonowa roztworu dąży do zera). Nazwane na cześć jego odkrywców – Petera Debye’a i Ericha Hückla. Dzięki znajomości współczynników aktywności {\displaystyle \gamma } możliwe jest wyznaczenie aktywności substancji {\displaystyle a} na podstawie jej stężenia {\displaystyle c{:}} {\displaystyle a=\gamma c.}
{\displaystyle \log \gamma _{\pm }=-A|z_{+}z_{-}|{\sqrt {I}}}
{\displaystyle \gamma _{\pm }=\left(\gamma _{+}^{|z_{+}|}\gamma _{-}^{|z_{-}|}\right)^{\tfrac {1}{|z_{+}|+|z_{-}|}}} – średni współczynnik aktywności jonów
{\displaystyle A={\tfrac {F^{3}}{4\pi N_{\mathrm {A} }\ln 10}}{\sqrt {\tfrac {\rho }{2(\epsilon RT)^{3}}}}} – stała (dla roztworów wodnych w temperaturze 298 K równa jest 0,509),
gdzie:
{\displaystyle F} – stała Faradaya,
{\displaystyle N_{\mathrm {A} }} – stała Avogadra,
{\displaystyle \rho } – gęstość roztworu,
{\displaystyle \epsilon } – stała dielektryczna roztworu,
{\displaystyle R} – stała gazowa,
{\displaystyle T} – temperatura,
{\displaystyle z_{+},} {\displaystyle z_{-}} – ładunki kationu i anionu wyrażone w jednostkach ładunku elementarnego,
{\displaystyle I} – siła jonowa roztworu.
Na podstawie powyższego widoczne jest, że współczynniki aktywności są zawsze mniejsze od jedności (logarytm mniejszy od zera) i zbliżają się do jedności, gdy siła jonowa dąży do zera. Gdy siła jonowa przekracza wartość rzędu 0,001, graniczne prawo Debye’a-Hückla przestaje być spełnione. W takiej sytuacji można użyć empirycznego wzoru opisującego tzw. rozszerzone prawo Debye’a-Hückla.